# Comedy Central (Autriche)
 (février 2021).
Si vous disposez d'ouvrages ou d'articles de référence ou si vous connaissez des sites web de qualité traitant du thème abordé ici, merci de compléter l'article en donnant les références utiles à sa vérifiabilité et en les liant à la section « Notes et références ».
Comedy Central Austria est une chaîne de télévision thématique, appartenant au groupe Viacom International Media Networks Europe. Il s'agit de la déclinaison autrichienne de Comedy Central. Elle diffuse principalement des comédies, des séries (animées) humoristiques et des émissions de stand-up.

## Histoire de la chaîne
Un sous-flux autrichien de la chaîne a été lancé le 1er janvier 2011. La programmation est la même que celle du flux principal allemand à l'exception de la diffusion d'annonces locales. Elle a remplacé le créneau horaire de VIVA Austria sur Nickelodeon Austria en tant que chaîne à temps partagé, à la suite de la fermeture de MTV Austria. En raison de la fermeture de VIVA, Comedy Central est devenu une chaîne de 24 heures.

## Programmes
- Les Griffin
- American Dad!